# Пељешки мост
Пељешки мост (у појединим изворима на српском језику такође и Пељешачки мост) је мост у Хрватској који повезује полуострво Пељешац са хрватским копном, прелазећи преко Малостонског залива, који раздваја ово двоје.
Будући да је хрватско копно пресјечено малим појасом обале око града Неума који је дио Босне и Херцеговине (формално једини излаз БиХ на море), мост повезује најјужнији дио Далмације са остатком Хрватске.
27. јула 2021. је завршен - спајање два дела моста, а 26. јула 2022. је отворен и пуштен у промет. Првих година се неће наплаћивати мостарина.

## Карактеристике
Пељешки мост ће бити 2 404 метра дугачак, 55 метара висок висећи мост са главним распоном од 568 метара. Ширина моста ће бити 21 метар, довољно да прими 4 саобраћајне траке. Распон моста ће бити други по величини висећи мост у Европи. Цијели мост ће бити 18. најдужи у Европи.
Осим изградње моста, прилазне саобраћајнице са обе стране су у изградњи, укључујући и два тунела на Пељешцу (један 2 170 метара, а други 450 метара дуг), као и два мања моста на полуострву (један 500 метара, а други 50 метара дуг).
Још увијек није најављено да ли ће мост бити дио ауто-пута А1 који повезује Загреб и Рачву. Тренутно, на путу из Плоча, преко моста у правцу Дубровника планирано је да буду 4 саобраћајне траке на ауто-путу. Међутим, пут од Дубровника до Дебелог Бријега (граница са Црном Гором) није још стриктно дефинисан.

## Припрема
Хрватски министар инфраструктуре Божидар Калмета рекао је у мају 2007. да припреме за градњу моста иду према плану, и да је почетни тендер у припреми. Калмета је додао да питање када ће радови почети зависи од тога да ли ће конструктор бити изабран у првом кругу.
11. јуна 2007. Хрватске цесте су најавиле јавни тендер за изградњу моста. 28. августа објављен је списак кандидата:
- Конструктор, Виадукт и Хидроелектра (из Хрватске)
- Дивидаг (Њемачка), Штрабаг (Аустрија), Ајфел (Француска), Ћимола (Италија)
- Алпина Бау (Салцбург, Аустрија)

Калмета је потврдио да градња почиње на јесен 2007. Извођач је дужан да заврши пројекат у четири године. Трошкови изградње процијењени су на 1,9 милијарди куна, око 260 милиона евра. Калметине процјене крајем августа да ће трошкови изградње бити „испод 300 милиона евра“ су се показале тачним.
Изградња ће се финансирати из Хрватских цеста и кредита европских развојних банака.
14. септембра 2007. Министарство инфраструктуре је најавило да је конзорцијум Конструктор-Виадукт-Хидроелектра побиједио на тендеру и да ће потписати уговор вриједан 1 945 388 829, 86 куна, или око 265 милиона евра у то вријеме.

## Градња
Грађевински радови на пројекту Пељешац су почели у новембру 2005. Прилазне саобраћајнице су се почеле градити 24. октобра 2007. Радови на мору су почели у јесен 2008.
У јулу 2007. хрватска влада са премијерком Јадранком Косор је најавила да ће као дио напора да се трошкови смање за вријеме економске кризе изградња моста ка Пељешцу ићи спорије него што је то првобитно планирано. У новембру 2009. Калмета је најавио 2015. као годину завршетка радова. Буџет за 2010. и путоградитељски програм указују на то да ће до краја 2012. бити уложено само 433,5 милиона куна или 60 милиона евра, што је мање од четвртине укупног.

## Критике
Идеја да велики мост повеже Пељешац са копном је изазвао забринутост међу еколошким активистима у Хрватској који су се томе противили јер су могуће штете на морском животу у заливу Мали Стон као и на марикултури. Ови ризици и забринутости су експлицитно упућени конструкторима у прелиминарним студијама.
Идеји се такође противи и неколико економских разлога – да ли ће мост бити превише скуп ако буде изграђен у складу са еколошким захтјевима, да ли га је боље замијенити подводним тунелом...
Изградњу моста такође коче и проблеми са Босном и Херцеговином. Босанско-херцеговачка страна се противи изградњи моста који је првобитно требало да буде висок 35 метара јер би то спријечило улазак већих бродова у Неум. Иако лука Неум тренутно не може да се користи за комерцијални саобраћај, бх. политичари су изјавили да ће нова лука у будућности бити изграђена и да изградња моста штети тој амбицији.
Бивши хрватски премијер Иво Санадер био је упоран са идејом о мосту, задовољавајући бх. страну промјеном дизајна моста на тренутне планове. Двије стране су се сложиле да градња почне почетком децембра 2006. У јуну 2007. након што је тендер објављен медији су извијестили обнављање противљења из Државне граничне комисије БиХ. Босна и Херцеговина је изјавила да ће тужити Хрватску ако мост буде изграђен унилатерално.